# Harry Potter
|  | Aquest article tracta sobre la col·lecció de llibres. Si cerqueu el personatge, vegeu «Harry Potter (personatge)». |

Harry Potter és una saga de set novel·les escrites per l'autora anglesa Joanne Kathleen Rowling que narren les aventures del jove mag Harry Potter, juntament amb els seus millors amics Ron Weasley i Hermione Granger. La història transcorre sobretot a l'Escola de Màgia i Encanteris Hogwarts, una acadèmia per als joves mags i bruixes. L'argument es centra en el conflicte d'en Harry amb el malvat mag Lord Voldemort, que va matar els seus pares amb el propòsit de conquerir el món màgic. En català, la publicació va a càrrec de l'Editorial Empúries.
Des de la primera novel·la Harry Potter i la pedra filosofal publicada el 1997, els llibres han guanyat una immensa popularitat, amb el respecte de la crítica i un èxit comercial arreu del món. De la sèrie de llibres se n'han fet pel·lícules, videojocs i una gran quantitat de marxandatge. L'abril de 2007, els sis primers llibres ja havien venut 400 milions de còpies i s'havien traduït a 65 llengües. El darrer llibre de la sèrie, Harry Potter i les relíquies de la Mort es va publicar en anglès el 21 de juliol de 2007. L'editorial va assegurar que, només als Estats Units, s'havien editat 12 milions de còpies en la primera impressió; la tirada en català va ser de 75.000 exemplars.
Amb tot això, l'autora J. K. Rowling ha esdevingut la dona més rica del Regne Unit i la persona que més diners ha guanyat escrivint llibres.
La productora de cine Warner Bros va adquirir els drets per adaptar els llibres en una sèrie de nou pel·lícules que va acabar el 15 de juliol de 2011 amb l'estrena de Harry Potter i les relíquies de la Mort - Part 2, esdevenint la franquícia amb més èxit de la història del cinema. És considerada la millor saga de l'edat contemporània.
El febrer de 2016 es va anunciar la publicació d'un nou llibre per al 31 de juliol de 2016: Harry Potter and the cursed child. Es tracta del guió d'una obra de teatre que es representarà a Londres a partir de juliol de 2016. El guió ha estat redactat entre J. K. Rowling i Jack Thorne. Encara que en principi era només un guió, per petició massiva dels fans a J. K. Rowling, també és possible que es publiqui en format de novel·la. Warner Bros ha comprat recentment els drets de Harry Potter and the cursed child per posteriorment poder adaptar-la a una pel·lícula.

## Sinopsi

### Resum de l'argument
La història comença amb la presentació del protagonista, Harry Potter, un nen orfe anglès que forma part d’una gran comunitat màgica integrada per mags i bruixes d’arreu del món. Durant molts anys, aquesta comunitat va viure atemorida pel despietat mag Lord Voldemort.
La nit del 31 d’octubre, coincidint amb la festivitat de Halloween, Voldemort va assassinar Lily Evans Potter i James Potter, els pares del protagonista. Quan va intentar matar en Harry amb la maledicció imperdonable Avada Kedavra, aquesta es va tornar contra ell a causa de la protecció màgica que el nen havia rebut gràcies al sacrifici de la seva mare, que va donar la vida per salvar-lo. El cos de Voldemort va quedar destruït, però la seva ànima va sobreviure, convertint-se —en paraules seves— en una cosa més subtil que un fantasma, ni viva ni morta.
Harry, per la seva banda, només conserva una cicatriu en forma de llamp al front: l’única marca física de la maledicció. És l’únic supervivent conegut de l’Avada Kedavra i, des de la misteriosa derrota de Voldemort, el món màgic comença a anomenar-lo “el nen que va sobreviure”.
L'1 de novembre, Rubeus Hagrid, un semigegant que treballa a Hogwarts, deixa en Harry amb els únics parents que li queden, els cruels Dursley. Aquests són l'oncle Vernon, la seva tieta Petúnia i en Dudley, el seu cosí malcriat. Ells intentaran, en va, amagar la seva herència màgica (per exemple, quan li diuen que els seus pares varen morir en un accident de trànsit, o castigant-lo severament després de qualsevol comportament estrany). Tanmateix, a la vigília del seu onzè aniversari, en Harry té el seu primer contacte amb el món màgic quan rep cartes del Col·legi Hogwarts de Màgia i Bruixeria, les quals son entregades per òlibes, tot i que el seu oncle impedeix que pugui llegir-les. Ja en el seu aniversari, en Hagrid apareix i li diu a en Harry que existeix un món màgic i un món "muggle" (gent sense poders màgics), i que ell és un mag que ha estat inscrit, d'ençà que va néixer, al col·legi.
A partir d'aquest moment, en Harry passa la major part del seu temps a Hogwarts, on viu moltes aventures relacionades amb el segon ascens al poder de Voldemort, que continua amb els seus plans de dominar el món màgic, eliminar el món muggle i matar en Harry. Cada llibre en relata un any (generalment de juliol a juny, tret d'alguns flashbacks) dels set que en Harry ha de passar a Hogwarts per finalitzar la seva formació màgica.

### Univers

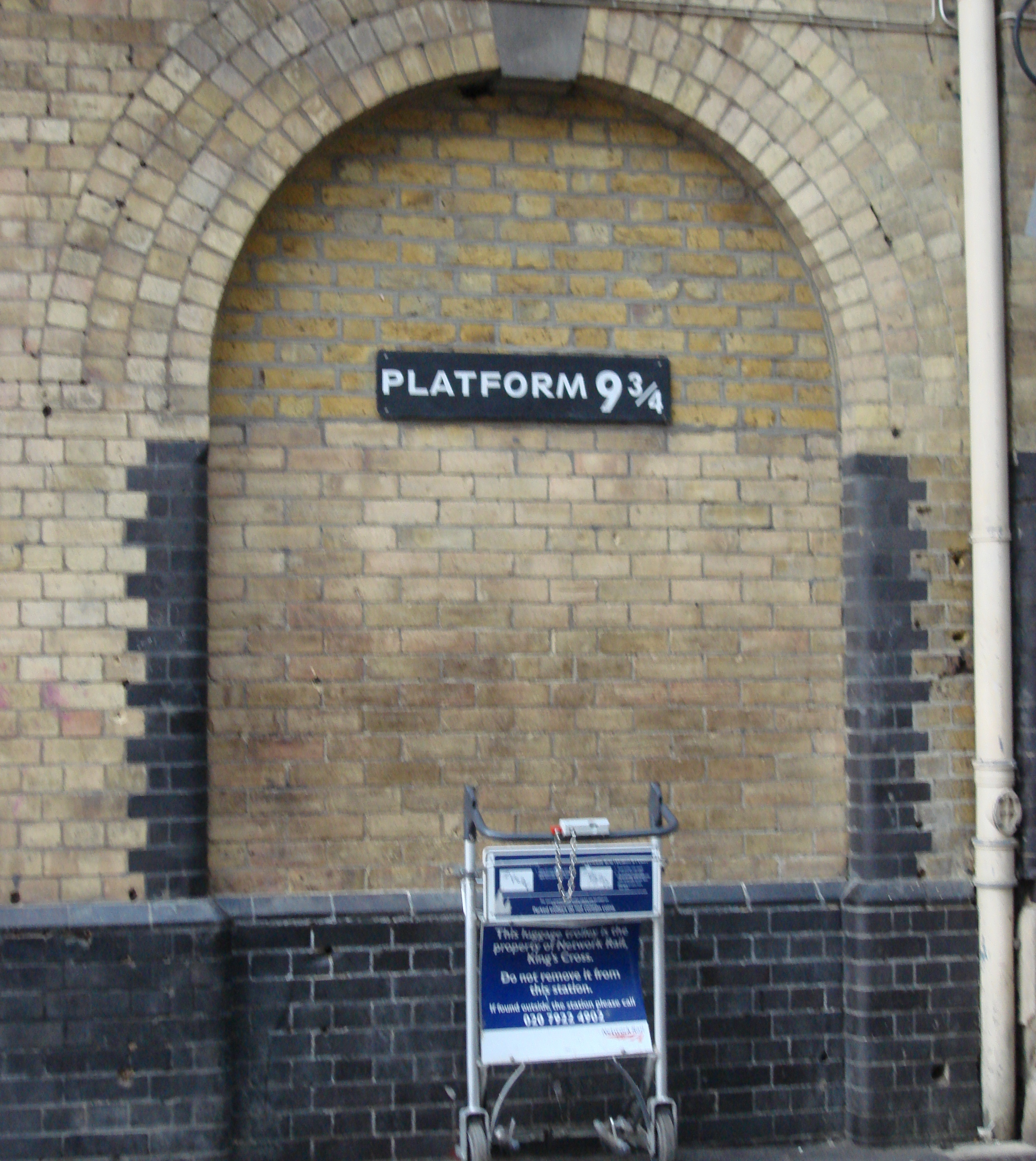
La gran popularitat dels llibres i pel·lícules de Harry Potter va fer que les autoritats de l'estació de King's Cross col·loquessin un cartell que assenyala l'andana 9 i ¾, lloc on segons la trama de Harry Potter, és el portal entre el món màgic i el muggle.

El món màgic en què es troba Harry Potter es troba completament separat del nostre món. Mentre que el fantàstic món de Nàrnia és un univers alternatiu i El Senyor dels Anells és un passat mític, el món màgic de Harry Potter conté elements màgics idèntics als del nostre món no màgic. A la saga hi apareixen o son mencionades moltes institucions i localitzacions que pertanyen a la realitat com, per exemple, la ciutat de Londres, tot i que l'autora hi afegeix una extensa col·lecció de carrers amagats, monestirs i castells aïllats que es mantenen "invisibles" envers la població no màgica (coneguda com a "muggle"). L'habilitat màgica no s'aprèn, és innata; encara que algunes escoles màgiques com ara Hogwarts ensenyen a controlar-la i fer-ne un bon ús. També és possible que uns pares mags tinguin un fill amb poders màgics molt limitats (conegut com a "Llufa", com ara Argus Filch, la Sra. Figg o la Mèrope Gaunt) o que pares no màgics (els anomenats "muggles") tingin fills mags. Tanmateix, la gent que no té poders màgics no té constància de l'existència dels bruixots, excepte familiars de bruixots i el Primer Ministre muggle.
Les llufes (Squib en anglès), poden decidir si viure dins el món màgic o integrar-se en la societat no màgica. El gen màgic de les llufes es pot presentar en generacions posteriors, d'aquí l'origen dels mags fills de muggles.
La capacitat de fer màgia, segons les novel·les, és innata més que apresa, tot i que els joves mags han d'assistir a escoles amb la finalitat de dominar-la i controlar-la. Aquesta capacitat és totalment hereditària, tot i l'existència de mags fills de muggles (o "sang de fang" de forma despectiva), ja que aquests sempre han de tenir avantpassats mags.
Els mags tenen un desenvolupat sistema social, amb la seva pròpia moneda, sanitat i una complexa xarxa de transports i comunicacions.
Dins del món màgic, coexisteixen amb els mags unes altres criatures que també són mantingudes en secret i fora de contacte amb els muggles. Entre elles s'hi troben dracs, fantasmes, unicorns, sirenes, centaures i d'altres d'inventades o adaptades per l'autora com els demèntors o els elfs domèstics.

### Cronologia
Els llibres eviten ubicar la història en un any en particular. Tot i això, hi ha un parell de referències que permeten establir una línia de temps. La primera la trobem a la segona novel·la, Harry Potter i la cambra secreta, on el fantasma Sir Nicholas de Mimsy-Porpington, més conegut com a Nick de-poc-sense-cap, celebra el 500è aniversari de la seva mort, que va tenir lloc el 31 d'octubre de 1492. Per tant, el llibre s'ubica en el cicle lectiu de 1992 a 1993. Aquesta cronologia es reitera a Harry Potter i les relíquies de la Mort, quan s'hi indica que la mort de James i Lily Potter ocorregué el 31 d'octubre de 1981. Aquestes dades permeten deduir que l'argument principal de la història va des de 1991, al començament de la pedra filosofal, fins a 1998, al final de les relíquies de la Mort.

## Llibres

### Llibres de Harry Potter

#### Harry Potter i la pedra filosofal
Harry Potter i la pedra filosofal (títol original: Harry Potter and the Philosopher's Stone) és el primer llibre de la sèrie, publicat a Anglaterra el 30 de juny de 1997 i la versió en català el 1999.
En aquest llibre s'introdueixen la majoria dels personatges principals de la sèrie, així com molts dels llocs on es desenvoluparà l'acció. Es narren els primers passos de Harry al món de la màgia, com també el seu primer enfrontament amb Lord Voldemort qui, en la seva recerca d'un cos nou i de la immortalitat, vol obtenir el poder de la pedra filosofal, una pedra que converteix qualsevol metall en or i permet crear l'elixir de la immortalitat. Es tracta d'un dels llibres més venuts de la història. Les estimacions de les seves vendes mundials superen els 110 milions de còpies. A la primavera de 2007, una primera edició signada per Rowling va ser subhastada a Londres per £27.876.

#### Harry Potter i la cambra secreta
Harry Potter i la cambra secreta (originalment en anglès Harry Potter and the Chamber of Secrets) va ser originalment publicat el 2 de juliol de 1998 i la versió en català, el novembre de 1999. La historia narra el segon any d'en Harry a Hogwarts i totes les aventures que viu, un cop més, amb els seus millors amins, l'Hermione Granger i el Ron Weasley. Respecte el primer libre, s'introdueix la figura de l'elf domèstic, així com es revela una mica més sobre el passat de Voldemort a través del seu diari personal. Aquest objecte tindrà un important paper en el desenvolupament de l'argument.
Molts dels elements del primer esbós d'aquest llibre van ser eliminats tant per la seva autora com per l'editor. A més, el llibre té una important relació temàtica amb el sisè llibre. Molta de la informació que havia de ser revelada en aquest volum va ser desplaçada al sisè. A conseqüència d'això, diversos elements que apareixen de forma quotidiana a Harry Potter i la cambra secreta apareixen novament a Harry Potter i el misteri del Príncep amb la seva veritable rellevància.

#### Harry Potter i el pres d'Azkaban
Harry Potter i el pres d'Azkaban (Harry Potter and the Prisioner of Azkaban) va ser publicat en anglès el 8 de juliol de 1999, i la versió catalana va sortir el març de 2000. En aquest llibre s'introdueixen els personatges de Remus Llopin i Sirius Black (malgrat que aquest últim va ser mencionat a Harry Potter i la pedra filosofal), a més de desenvolupar la història dels pares d'en Harry. És l'únic llibre de la sèrie en què no apareix Voldemort.
Aquest llibre guanyà, entre d'altres, el Premi Costa i el Premi Bram Stocker, fet que el converteix en un dels llibres fantàstics més premiats dels últims anys.

#### Harry Potter i el calze de foc
Harry Potter i el calze de foc (Harry Potter and the Goblet of Fire) va ser publicat en anglès el 8 de juliol del 2000 i en català el 9 de març del 2001. En aquesta ocasió, es narra la participació de Harry Potter al Torneig dels tres bruixots, el qual acaba amb el ressorgiment de Lord Voldemort. Prèviament a la publicació del llibre, es generà molta controvèrsia i anticipació davant l'anunci de l'autora que un personatge moriria. Aquest personatge, que s'introdueix a l'inici del mateix libre, fou Cedric Diggory, estudiant de la casa Hufflepuff a Hogwarts i un dels rivals de Harry al torneig.
En el torneig dels tres bruixots, Harry Potter és apuntat per una altra persona que, al final del libre, el mateix Harry acaba descobrint A més de Diggory i Harry Potter, participen en el torneig Victor Krum, de l'Institut Durmstrang, i Fleur Delacour, de l'Acadèmia Màgica Beauxbatons.

#### Harry Potter i l'orde del Fènix
Harry Potter i l'orde del Fènix (Harry Potter and the Order of the Phoenix) és, amb quasi 800 pàgines en la seva edició anglesa, el llibre més llarg de la sèrie, fet que la mateixa autora considera un defecte. Va ser publicat mundialment en anglès el 21 de juny de 2003 a les 00:00 hores i la versió en català va sortir el 21 de febrer de 2004 a les 10:00 hores.
En aquest cinquè llibre, Harry Potter ha d'enfrontar-se tant a un Voldemort ressorgit com a la resta del món màgic, que es nega a creure en la tornada de Lord Voldemort. Ni tan sols el govern màgic, i en especial la Conselleria d'Afers Màgics, creu les paraules d'en Harry. La mateixa conselleria nomena Dolors Umbridge com a nova directora de Hogwarts. Juntament amb Luna Lovegood i Bel·latrix Lestrange, Umbridge es converteix en un dels tres personatges que s'introdueixen en aquesta entrega més destacats. Per altra banda, es descobreix una important profecia que relaciona a Harry i Voldemort i, finalment, es relata l'assassinat de Sirius Black.

#### Harry Potter i el misteri del Príncep
Harry Potter i el misteri del Príncep (Harry Potter and the Half-Blood Prince) va ser publicat en anglès el 16 de juliol de 2005 a les 00:00 hores en una roda de premsa reservada només a nens i nenes d'entre 8 i 16 anys. Per altra banda, la versió catalana va ser publicada el 23 de febrer de 2006 a les 18:30. Gairebé un any abans de la publicació original, Rowling havia manifestat a la seva pàgina web oficial la seva voluntat de matar un altre personatge, per la qual cosa van aparèixer una sèrie d'apostes no-oficials en les quals es debatien les diferents possibilitats.
En aquesta sisena entrega, Harry rep un antic llibre de text de Pocions ple d'anotacions i recomanacions signades per un misteriós príncep mestís. Al mateix temps, ara que el món mágic creu en el ressorgiment de Voldemort, es beneficia de classes particulars impartides pel mateix director de l'escola, Albus Dumbledore i, més tard, pel professor Severus Snape, que ha esdevingut el nou professor de Defensa contra les arts obscures. Aquestes lliçons li permet conèixer moments del passat de Voldemort i comprendre què són els horricreus, objectes fonamentals per a aconseguir la seva victòria. Al final del llibre, el professor Severus Snape, la lleialtat del qual havia estat qüestionada durant tota la sèrie, assassina en Dumbledore. La frase Snape kills Dumbledore (l'Snape mata en Dumbledore) es converteix en un fenomen d'Internet que impulsà tota mena de vídeos i gràfics.

#### Harry Potter i les relíquies de la Mort
La setena i última novel·la, Harry Potter i les relíquies de la Mort (Harry Potter and the Deathly Hallows), va ser publicada en anglès el 21 de juliol de 2007, tancant la sèrie que durà una dècada. En català va ser publicat el 21 de febrer de 2008.
Aquest últim llibre narra els esdeveniments de després de la mort de Dumbledore, quan Voldemort finalitza el seu ascens al poder i aconsegueix dominar la Conselleria d'Afers Màgics. En Harry i els seus amics decideixen no cursar l'últim any a Hogwarts per sortir a la recerca dels Horricreu que falten. Finalment, es duu a terme la batalla de Hogwarts entre l'Orde del Fènix (alumnes i professors de l'escola) i Voldemort i els cavallers de la mort. La novel·la acaba amb un epíleg, que explica el futur dels personatges supervivents 19 anys després de l'enfrontament.

### Llibres relacionats amb Harry Potter
Addicionalment, Rowling va escriure tres llibres secundaris que s'ubiquen dins de l'univers argumental de les set novel·les principals. Totes les obres es van escriure amb caràcter benèfic, ja que les seves recaptacions van ser donades a les organitzacions Comic Relief i The Children's Voice.

#### Bèsties fantàstiques i on trobar-les
Bèsties fantàstiques i on trobar-les (en anglès, Fantastic Beasts and Where to Find Them) és un llibre de text usat pels estudiants de Hogwarts, escrit per Newt Scamander, un mag biòleg. Descriu i analitza les diferents criatures màgiques que habiten el món. Va ser publicat el 5 de març de 2001 amb un disseny que representa a la còpia usada a Harry Potter i el pres d'Azkaban. Inclou, a més, algunes notes a marge fetes suposadament pels tres protagonistes.

#### El Quidditch de totes les èpoques
El Quidditch de totes les èpoques (en anglès, Quidditch Through the Ages) va ser publicat de forma conjunta a l'anterior, amb el mateix objectiu benèfic. En aquest cas, es tracta d'un manual sobre les regles i la història del quidditch, l'esport més popular entre els mags. Tot i que a la sèrie apareix com un regal de Nadal de l'Hermione a en Harry, el llibre està dissenyat com un exemplar de la biblioteca de Hogwarts, amb una targeta que detalla els alumnes que n'han sol·licitat el préstec anteriorment.

#### Les rondalles del bard Gallard
Per la seva part, Les rondalles del bard Gallard (The Tales of Beedle The Bard) va ser escrit a final de 2007 com un «comiat de la sèrie» per part de l'autora. Només se'n van fer set còpies manuscrites i il·lustrades per Rowling, de les quals sis van ser regalades als primers col·laboradors de l'autora i una subhastada a Londres. La subhasta va ser duta a terme a la casa Sotheby's, i el llibre va ser comprat per Amazon.com per un preu de 1.950.000 lliures. Totes les còpies, de 157 pàgines, estan folrades en cuir marroquí amb ornaments de plata i incrustacions de pedres semiprecioses.
Segons la sèrie, Beedle el Bard és al fictici món màgic, el que serien aquí els germans Grimm o Hans Christian Andersen. Els seus contes són coneguts popularment entre els nens mags de la mateixa manera que coneixen la Ventafocs o la Blancaneus els nens d'aquí. Una recopilació d'aquestes històries, escrites en runes antigues, apareix al llibre Harry Potter i les relíquies de la Mort com una herència de l'Albus Dumbledore a Hermione Granger i té un paper fonamental en el desenvolupament de l'argument.

### Origen i publicació

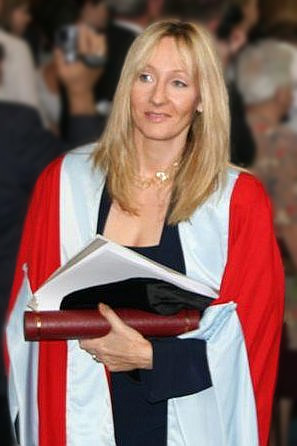
J.K. Rowling ha treballat en el desenvolupament de la sèrie de Harry Potter durant 17 anys.

Segons explica a la seva pàgina web, el 1990 Rowling estava viatjant en un tren de Manchester a Londres, quan la idea «es va formar de cop a dins del seu cap».
| « | Havia estat escrivint quasi contínuament des que tenia sis anys, però mai abans havia estat tan emocionada per una idea. […] Simplement vaig seure i vaig pensar, durant quatre hores (el tren anava amb endarreriment), i tots els detalls van aparèixer al meu pensament; i aquest nen desarreglat i de cabell negre que no sabia que era un mag va començar a ser cada vegada més i més real per a mi. | » |

El 1995, Harry Potter i la pedra filosofal ja estava acabat i el manuscrit va ser enviat a diferents agents. El segon agent a qui va acudir va oferir representar-la i enviar el seu manuscrit a Bloomsbury Publishing. Després que vuit editorials descartessin el llibre, Bloomsbury va oferir a Rowling £2,500 avançats per a la publicació.
Tot i que Rowling no havia tingut al cap una categoria d'edat per als seus lectors quan va començar a escriure, els editors van apuntar inicialment l'etapa d'edat de nou a onze anys. La vigília de la publicació els editors van demanar a Joanne Rowling que adoptés un pseudònim amb un gènere més neutral perquè temien que els nois (de sexe masculí) d'aquesta edat no estarien interessats a llegir una novel·la escrita per una dona. Ella va decidir utilitzar J.K. Rowling (Joanne Kathleen Rowling), ometent el seu nom i usant el de la seva àvia en segon lloc.
El primer llibre de Harry Potter va ser publicat a Anglaterra per Bloomsbury el juliol de 1997 i als Estats Units d'Amèrica per Scholastic el setembre de 1998, amb el pagament previ de $105.000 a Rowling, una suma sense precedents per al dret d'edicions d'un llibre per a nens als Estats Units d'Amèrica. Tement que alguns lectors ni entendrien el mot «filosofal» ni l'associarien a un tema màgic com és la pedra filosofal, la qual està relacionada amb l'alquímia), Scholastic va insistir que el llibre fos retitulat com a Harry Potter and the Sorcerer's Stone (Harry Potter i la pedra del mag) per al mercat dels EUA.
Els editors de Rowling aconseguiren capitalitzar aquest fenomen gràcies a les ràpides i successives publicacions dels quatre primers llibres, fet que va mantenir l'interès dels lectors per la història, malgrat que l'autora es va prendre un descans entre la publicació d'El calze de foc i L'orde del Fènix. La sèrie també va aconseguir seguidors adults, fet que va impulsar a fer dues edicions del llibre, ambdós amb el mateix text però, segons el cas, amb una portada dirigida als nens o amb una dirigida a un públic més adult i madur
El 2014, l'editorial Bloomsburry va encarregar l'il·lustrador Jonny Duddle amb el disseny de les portades i il·lustracions d'una nova edició de tota la sèrie.

### Finalització de la sèrie
El desembre de 2005, Rowling va declarar a la seva pàgina web que «el 2006 serà l'any en el qual escriuré l'últim llibre de la sèrie Harry Potter.» El progrés de Harry Potter i les relíquies de la Mort va ser detallat en les següents actualitzacions del seu diari virtual fins a la seva publicació el 21 de juliol de 2007.
Rowling va acabar el llibre l'11 de gener de 2007 a l'hotel Balmoral d'Edimburg, on va escriure un missatge sota un bust d'Hermes que resa: «JK Rowling ha acabat d'escriure Harry Potter i les relíquies de la Mort en aquesta habitació (652) l'11 de gener de 2007.»
No obstant això, Rowling va declarar que l'últim capítol del setè llibre (l'epíleg) el va escriure «més o menys el 1990». El juny de 2006, en una aparició al programa d'entrevistes britànic Richard & Judy, Rowling va anunciar que aquest capítol havia estat modificat, ja que un personatge «es va salvar» i els altres dos, que anteriorment sobrevivien a la història, ara morien. També va dir que veia la lògica a matar a Harry Potter, amb la finalitat d'evitar que altres autors escriguessin llibres sobre la vida d'en Harry després de Hogwarts.

### Després deLes relíquies de la Mort
Rowling va escriure els set llibres de Harry Potter en 17 anys. En una entrevista l'any 2000 al seu autor estatunidenc, Rowling va declarar que no hi ha una universitat després de Hogwarts. Pel que fa a la continuació de la sèrie després del setè llibre, va dir: «no diré mai, però no tinc plans d'escriure un vuitè llibre».
Quan se li va preguntar sobre escriure altres llibres relacionats amb la sèrie, a l'estil d'El Quidditch de totes les èpoques, va respondre que consideraria fer-ho si els beneficis són destinats a la caritat, com va succeir amb tres llibres relacionats que ja va publicar. Un altre suggeriment va ser fer una espècie d'enciclopèdia que contingués la informació que no va tenir cabuda a la sèrie. Sobre això últim, el 24 de juliol de 2007, Rowling va anunciar en una entrevista que «probablement» escriuria una enciclopèdia del món de Harry Potter, la qual inclouria les dades descartades de la història, a més a més d'informació sobre el que va ocórrer després de Les relíquies de la Mort, detalls sobre el futur dels personatges, etc.

## Protagonistes
Categoria principal: Personatges de Harry Potter
- Harry Potter: És el protagonista principal i el seu nom dona títol a la sèrie. És un orfe que viu amb els seus cruels oncles fins que, durant el seu onzè aniversari, s'assabenta que és un mag i esbrina que, quan tenia un any, Lord Voldemort va assassinar els seus pares, James Potter i Lily Evans, i quan va voler fer el mateix amb ell, la maledicció assassina va rebotar sobre si mateix, fent-lo desaparèixer, mentre que a en Harry només li va quedar una cicatriu al front amb forma de raig. Posteriorment, descobreix que el seu destí està lligat al de Voldemort, i que ha de ser ell qui eviti el renaixement de l'«Innominable».

- Ron Weasley: És el millor amic de Harry Potter i, juntament amb l'Hermione Granger, un dels seus companys d'aventures. Apareix descrit com un noi alt i esprimatxat, pèl-roig que, juntament amb els seus pares i germans (que també tenen un paper important a la sèrie), viuen a «El Cau». En Ron viu a l'ombra dels seus cinc germans grans, a més de la del mateix Harry, la qual cosa ha generat diverses discussions entre ambdós al llarg de la sèrie.

- Hermione Granger: Juntament amb en Harry i en Ron compon el trio de protagonistes. Encara que als primers llibres el seu paper és minoritari en comparació al dels dos nois, a partir d'El pres d'Azkaban el desenvolupament del seu personatge creix i les seves habilitats són cada vegada més requerides. L'Hermione és molt intel·ligent i estudiosa, i sempre sobreposa la lògica i el pensament fred davant la valentia dels seus companys. A partir del quart llibre exposa implícitament els seus sentiments cap a en Ron, que no s'aclareixen fins al final de l'últim llibre.

- Albus Dumbledore: És el director de Hogwarts durant gran part de la sèrie. És considerat un dels mags més poderosos del seu temps i un dels principals mentors de Harry. Els llibres solen acabar amb una conversa entre en Harry i en Dumbledore en les quals aquest últim revela detalls de les incògnites que sorgeixen a la trama. Al sisè llibre dona classes particulars a en Harry, ensenyant-li coses sobre els horricreus. Al final d'aquesta novel·la, és assassinat per Severus Snape, deixant el món màgic a punt per al segon domini de Voldemort.

- Severus Snape: És el professor de les assignatures Pocions (del primer al cinquè llibre) i Defensa contra les Forces del Mal (sisè llibre) de Hogwarts. Fins a la desaparició de Voldemort, va ser un cavaller de la mort, cosa que va fer que fins al final de la sèrie no es descobrís la seva veritable lleialtat. Té una relació de mutu menyspreu amb en Harry. Per això l'Snape sol ser el principal sospitós del protagonista quan sorgeixen misteris. A "Harry Potter i les relíquies de la Mort", li és assignat el càrrec de director de Hogwarts.

- Lord Voldemort: L'antagonista de la sèrie, és un mag fosc i malvat que vol dominar el món màgic per imposar la seva ideologia basada en la prevalença de la puresa de sang i eliminar els muggles. El seu veritable nom és Tod Morvosc Rodlel i apareix descrit com un ser pàl·lid i alt, amb narius en comptes de nas i ulls vermellosos. Encara que va ser un alumne exemplar de Hogwarts, va dedicar la seva vida a les forces del mal, i en la seva ufana recerca de la immortalitat, va desenvolupar set horricreus, dipositant un tros de la seva ànima a cadascun d'ells. Després de graduar-se a Hogwarts, i juntament amb els seus seguidors, els cavallers de la mort, va iniciar una època de terror al món màgic. Després d'escoltar una profecia en la qual s'augurava el naixement d'un rival, va intentar matar en Harry, però no va tenir èxit i gairebé va morir. Va aconseguir reconstruir el seu cos al quart llibre i va arribar al poder novament després de la mort de Dumbledore.

## Anàlisi literària

### Estructura i gènere
Les novel·les es basen principalment dins del gènere fantàstic, tot i que en molts aspectes també poden ser considerades Bildungsromane, o novel·les de formació, en les quals s'hi detalla algun tipus de desenvolupament d'un personatge. La història s'ubica principalment a Hogwarts, un internat britànic per a mags i bruixes. En aquest sentit, les novel·les són "descendents directes de Tom Brown's School Days de Thomas Hughes i altres novel·les victorianes i eduardianes que es basen en la vida dels col·legis públics". Per la seva part, en paraules de Stephen King, les novel·les són "astuts contes de misteri", i cada llibre està construït a l'estil de les aventures de Sherlock Holmes, on es deixen un nombre de pistes amagades en la narrativa, mentre que els personatges segueixen una sèrie de sospitosos al llarg d'exòtics escenaris, portant a un tomb final inesperat. Estan escrites en tercera persona, tret de poques excepcions (com els primers capítols de La pedra filosofal, El misteri del Príncep o Les relíquies de la Mort), i els secrets de la història són descoberts pel lector o lectora al mateix temps que per Harry.
Els llibres tendeixen a seguir una fórmula molt estricta. Ubicats al llarg d'anys consecutius, generalment comencen amb Harry a casa dels Dursley, al món muggle. Tor seguit, es trasllada a algun escenari màgic, com la casa d'en Ron o Grimmauld Place, 12, per un breu període abans de començar l'any escolar, el qual comença quan es puja a l'Exprés de Hogwarts. Un cop aquí, es desenvolupa la història que arriba al seu clímax al voltant o just després dels exàmens finals, quan en Harry ha d'enfrontar-se a Voldemort o a algun dels seus Cavallers de la Mort. Finalment, aprèn una important lliçó o detall clau de la trama en una conversa amb Albus Dumbledore. Aquesta fórmula es trenca completament en l'última novel·la, on en Harry i els seus amics passen la major part del temps fora de Hogwarts, i només hi retornen per a l'enfrontament final.
D'altra banda, Harry està present d'alguna manera (físicament, mitjançant un somni o una visió) a cada capítol fins al cinquè llibre però, a partir d'aquest, tan sols apareix en la majoria de capítols. Aquesta estructura permet al lector esbrinar els misteris alhora que en Harry, trobant pistes només quan ell ho fa.

### Temàtiques
Segons Rowling, el principal tema de l'heptalogia és la mort: «Els meus llibres són en bona part sobre la mort. S'inicien amb la mort dels pares de Harry. Després hi ha l'obsessió de Voldemort de conquerir la mort i la seva recerca de la immortalitat a qualsevol preu, objectiu de qualsevol persona capaç de fer màgia. Entenc per què Voldemort vol conquerir la mort. Tots li tenim tanta por».
Rowling ha declarat que els llibres tenen "un argument a favor de la tolerància" i que, a més a més, transmeten un missatge que proposa «qüestionar l'autoritat i no assumir que el govern o la premsa et diguin tota la veritat».
Si bé es pot dir que els llibres comprenen molts altres temes com el poder (especialment l'abús que se'n fa), l'amor o el prejudici, aquests es troben, segons Rowling, «fortament arrelats a l'argument». L'autora prefereix deixar que aquests conceptes «creixin orgànicament» més que asseure's i intentar impartir conscientment tals idees als seus lectors i lectores. En la mateixa línia s'hi troba la sempre present temàtica adolescent, en la descripció de la qual l'autora no tingué cap problema en admetre la sexualitat dels seus personatges, amb la finalitat de no «estancar en Harry en un permanent estat prepubescent».

### Recreacions de mites clàssics
Dins de cada història de Harry Potter s'amaguen molts referents a la literatura grega i romana clàssiques. Rowling demostra durant tota la saga el seu interès per aquesta cultura.

#### L'Oresteaen la relació entre en Harry i en Ron
En general, l'Orestea és el màxim referent que existeix, ja que influeix directament en la relació d'en Harry i en Ron. Ambdós mantenen una relació molt semblant a la d'Orestes i Pílades.
Per una banda, Harry resulta ser la viva imatge d'Orestes, el qual ha de venjar la mort del pare (en el cas de Potter, al pare i la mare). Se sent sovint culpable de la mort de la seva mare (que Potter causa involuntàriament) i és perseguit constantment per un turment que li recorda aquesta mort (la cicatriu al front). Evidentment, Harry no té el turment d'Orestes matricida, ni l'immaculat matrimoni de James i Lily Potter és el de Clitemnestra i Agamèmnon, però al llarg de les obres (i sobretot en boca del frustrat Snape) es descobreix que el pare d'en Harry no era l'idealitzat progenitor perfecte, sinó un jove ple d'arrogància (lahybris d'Agamèmnon) que li va portar no pas pocs maldecaps, i l'enyorament que Harry té dels seus pares traspua també una certa culpabilitat somorta perquè la seva mare va morir per salvar-lo a ell.
Per altra banda, en Ron, com Pílades, resulta ser l'amic lleial: amb poca iniciativa, però amb prou capacitat per estimular i acompanyar en Harry quan aquest defalleix, amb veu força més assenyada (i un pèl ingènua en aquest cas) i sobretot amb fidelitat incombustible.
Pel que fa a la situació amorosa de l'Orestea, Harry i Ron es canvien els rols. En aquest cas, Harry adopta el paper de Pílades, que al final s'enllaça amb Electra (Ginny a la saga), la germana del seu millor amic, i Ron el d'Orestes que es casa amb Hermione (que, no pas per casualitat, pren el mateix nom a l'heptalogia).

#### OrfeuaHarry Potter i la pedra filosofal
En el punt àlgid d'aquesta entrega es troba una imatge que recorda al mite de les Mènades, que apareix a Les Metamorfosis d'Ovidi. En el mite s'explica com va morir Orfeu, el que amansia les feres amb la seva música, el paral·lelisme que trobem amb el llibre. Orfeu estava casat amb Eurídice i l'estimava amb bogeria, tant que quan va morir picada per una serp, ell es va endinsar a l'Hades per recuperar-la. Aconseguí convèncer el déu del submón amb la condició que s'encaminés sol cap a les portes de l'Hades sense mirar enrere, llavors es retrobaria amb Eurídice. Tanmateix, Orfeu no va poder evitar mirar enrere quan va notar la presència d'Eurídice rere seu mentre sortia així que, com que no havia complert la promesa, va tornar a perdre la dona per sempre.
Per poder entrar a l'Hades, custodiat pel gos Cèrber, un gos de tres caps, igual que el Pelut de la saga, que custodia una trapa, Orfeu utilitza el cant per calmar-lo. En el llibre, però, el professor Quirrell calma el gos amb el so d'una arpa, i en Harry ho fa tocant la flauta d'en Hagrid.

#### Jàson i els argonautesaHarry Potter i el calze del foc
En el quart llibre de l'entrega, els participants del Torneig dels Tres Bruixots han de superar un seguit de proves. La primera consisteix a enfrontar-se a un drac per aconseguir un ou d'or, el qual els donarà la clau per passar a la prova següent. Aquesta lluita per aconseguir un objecte daurat recorda a un fragment de Jàson i els argonautes, concretament a la part en què el mateix protagonista, amb la incondicional ajuda de Medea, aconsegueix recuperar el velló d'or custodiat per un drac. El paral·lelisme del llibre és d'una gran similitud, tanmateix cal destacar que la Medea de la novel·la contemporània pren la forma de l'escombra voladora d'en Harry Potter i que l'escena té molta més acció.
Als llibres es parla d'un equip femení de Quidditch amb molt de renom en el món dels bruixots anomenat les Harpies de Holyhead. A Jàson i els argonautes apareixen unes criatures mitològiques de les quals pren nom aquest equip.

#### TeseuaHarry Potter i el calze del foc
A les proves del Torneig dels Tres Bruixots, hi ha un segon element comú en l'heptologia i els mites clàssics. En el cas del mite de Teseu, l'element comú és el laberint. Pel que fa al mite, l'heroi s'endinsa al laberint per derrotar el Minotaure, la bèstia que hi viu. Amb l'ajuda d'Ariadna, una de les filles del rei Minos, que li proporciona un cabdell de fil amb el qual troba la sortida del laberint, aconsegueix derrotar el Minotaure. Pel que fa a Harry Potter, aquest s'endinsa amb els seus oponents en un laberint per realitzar la prova final. En el laberint no hi troben pas una bèstia com el Minotaure, però, sí una altra criatura mitològica, l'esfinx, i un final tràgic, sobretot en el cas d'en Cedric Diggory.

#### La IlíadaaHarry Potter i el calze del foc
El darrer paral·lelisme mitològic que trobem a Harry Potter i el calze del foc es troba amb l'encontre del protagonista amb el seu enemic. L'acte de no voler abandonar el cos d'en Cedric, emportant-se'l des del tètric indret de batalla on ha ressorgit Voldemort i restituint-lo a la família i als amics que el ploren, recorda als funerals de Pàtrocle i, sobretot, a la recuperació del cadàver d'Hèctor a La Ilíada.
La mateixa autora va reconèixer aquest fet en una entrevista l'any 2000, tot afirmant com l'havia impactat aquest passatge de la Ilíada amb dinou anys. 

#### Caront aHarry Potter i el misteri del Príncep
Cap a la darreria del sisè llibre, Dumbledore i Harry han de vèncer un malefici molt potent imposat per Voldemort amb la fi que no aconsegueixin l'horricreu que hi ha amagat en una cova. En aquesta cova hi ha un llac ple d'ínfers (cadàvers) que recorda els rius de l'Hades, els quals, igual que al llibre, només es podien creuar en una barca pagant un preu. En el cas mitològic, la barca la conduïa Caront i el preu era una moneda grega (per aquest motiu, els morts eren enterrats amb una moneda sobre cada ull); en el cas de la novel·la, aquesta barca no la guia ningú, però, el preu a pagar és la sang. En Dumbledore es talla com a símbol de sacrifici per poder agafar l'horricreu.

#### L'OdisseaaHarry Potter i les relíquies de la Mort
Al llibre XI de l'Odissea té lloc la Nekyia, la conversa d'Odisseu amb els esperits d'aquells que han mort abans que ell: la mare, els companys, Aquil·les, Tirèsias  (en paral·lel amb el llibre VI de l'Eneida, on hi ha Anquises i també els esperits d'aquells que han de venir). Aquesta conversa és decisiva per al futur de l'heroi i les tries successives que l'acabaran portant a Ítaca amb els seus. Al darrer llibre de la sèrie, Harry és abatut per Voldemort i el seu esperit es troba en un indret desconegut on apareix Dumbledore, mort al llibre sisè. La conversa és la tria definitiva de Harry. Quan aquest està dispost a assumir el destí humà, la mort, acompleix la seva última tasca com a heroi i viu per derrotar Voldemort. L'escena és molt clàssica, tant en els personatges (on Dumbledore ja no és Zeus, sinó que és el savi endeví Tirèsias), com en l'homèrica decisió d'anar endavant d'un Harry que, per un moment i salvant distàncies, s'ha transformat en l'humaníssim Odisseu (que rebutja la immortalitat i, per tant, la "inhumanitat", de Calipso, i accepta el seu destí mortal, la qual cosa el fa tornar a Ítaca). Així torna entre els vius i guanya.

## Crítiques i controvèrsies

### Crítiques literàries
En els seus principis, Harry Potter va rebre crítiques sobresortints, que ajudaren a crear una gran base de lectors i lectores per a la sèrie. Després de la publicació, molts dels principals diaris britànics lloaren la pedra filosofal. El Mail on Sunday va descriure'l com "el debut més imaginatiu des de Roald Dahl", un punt de vista secundat pel Sunday Times. Per una altra banda, The Guardian l'anomenà "una novel·la ricament texturitzada, despegada per un enginy imaginatiu" i The Scotsman va dir que té "tots els senyals d'un clàssic".
Arribada la publicació del cinquè volum, Harry Potter i l'Orde del Fènix, els llibres començaren a rebre fortes crítiques de distints experts literaris. El crític i catedràtic de Yale, Harold Bloom qüestionà els mèrits literaris dels llibres en dir "la ment de Rowling està tan governada per clixés i metàfores mortes que no té un altre estil d'escriptura". En un article del New York Times, A. S. Byatt denominà l'univers de Rowling com un "món secundari compost d'una col·lecció de parts incongruents derivades de tota mena de literatura infantil […] escrit per a persones la imaginació de les quals està confinada a dibuixos animats de la televisió, les telenovel·les, telerealitat i la premsa del cor".
Per contra, l'autor Fay Weldon, va admetre que la sèrie "no és el que esperarien els poetes", però "això no és pas poesia, és prosa llegible, vendible, útil i quotidiana". El crític literari A.N. Wilson va lloar la sèrie en el The Times: "No hi ha molts autors amb l'habilitat Dickensiana de JK, capaç de fer-nos donar volta les pàgines, plorar -obertament, amb llàgrimes saltant-hi- i unes poques pàgines després riure amb acudits bons […] Hem viscut en la dècada en què es publicà la més divertida, esborronadora i commovedora història infantil mai escrita".
Stephen King denominà la sèrie com "una obra de la qual només una imaginació superior és capaç de fer", i qualificà el sentit de l'humor de Rowling d'"admirable". No obstant això, va escriure que, si bé la història és "bona", ell està "una mica cansat de trobar-se en Harry a casa amb els seus horribles oncles", la fórmula amb la qual comencen tots els llibres. També va predir que la sèrie "suportaria la prova del temps, i acabaria en el prestatge on només queda el millor; i Harry prendrà el seu lloc amb Alícia, Huck, Frodo i Dorothy". L'autor Orson Scott Card va escriure una crítica de Les relíquies de la Mort en què hi diu "JK Rowling ha creat una cosa que mereix romandre en el temps, convertir-se en un clàssic permanent de la literatura anglesa, i no només una ficció infantil".

### Controvèrsies
Els llibres foren objecte de nombrosos procediments legals, els quals varien des de queixes de grups religiosos nord-americans que proclamen que la màgia en els llibres promou la bruixeria entre els nens i nenes, fins a conflictes sobre els drets d'autor o infraccions de marques registrades.
La immensa popularitat i l'alt valor del mercat dels llibres ha portat Rowling, els seus editors i la productora de cinema Warner Bros a prendre mesures legals per protegir llurs drets, les quals inclouen prohibir la venda d'imitacions, "perseguir" amos de pàgines web sobre l'ús del domini Harry Potter i demandar l'autora Nancy Stouffer per contrarestar les seves acusacions de plagi sobre el seu treball.
Per una altra banda, alguns grups criticaren els llibres per promoure diferents agendes polítiques, mentre que certs religiosos declararen que els llibres promouen la bruixeria i, per tant, no són aptes per a nens i nenes. El 2003, el futur Papa Benet XVI declarà que els llibres "sedueixen els joves lectors de manera subliminal i distorsionen la cristiandat en l'ànima abans que aquesta pugui desenvolupar-se". Finalment, les declaracions de Rowling que senyalen Dumbledore com a homosexual han augmentat les controvèrsies polítiques que envolten la sèrie.

## Producció cinematogràfica

### Directors
| Títol en català                                  | Títol en anglès                               | Estrena                                             | Direcció       |
| Harry Potter i la pedra filosofal                | Harry Potter and the Philosopher's Stone      | : 16 de novembre del 2001 : 29 de novembre del 2001 | Chris Columbus |
| Harry Potter i la cambra secreta                 | Harry Potter and the Chamber of Secrets       | : 15 de novembre del 2002 : 29 de novembre del 2002 | Chris Columbus |
| Harry Potter i el pres d'Azkaban                 | Harry Potter and the Prisoner of Azkaban      | : 18 de juny del 2004 : 25 de juny del 2004         | Alfonso Cuarón |
| Harry Potter i el calze de foc                   | Harry Potter and the Goblet of Fire           | : 15 de novembre del 2005 : 25 de novembre del 2005 | Mike Newell    |
| Harry Potter i l'orde del Fènix                  | Harry Potter and the Order of the Phoenix     | : 11 de juliol del 2007 : 11 de juliol del 2007     | David Yates    |
| Harry Potter i el misteri del Príncep            | Harry Potter and the Half-Blood Prince        | : 15 de juliol del 2009 : 15 de juliol del 2009     | David Yates    |
| Harry Potter i les relíquies de la Mort - Part 1 | Harry Potter and the Deathly Hallows – Part 1 | : 19 de novembre del 2010 : 19 de novembre del 2010 | David Yates    |
| Harry Potter i les relíquies de la Mort - Part 2 | Harry Potter and the Deathly Hallows – Part 2 | : 15 de juliol del 2011 : 15 de juliol del 2011     | David Yates    |

### Disseny de platós
El dissenyador de producció per a les vuit pel·lícules és Stuart Craig. Assistit per Stephenie McMillan, Craig va crear peces icòniques de platós incloent El Ministeri de Màgia, La Càmbra dels Secrets, La Mansió Malfoy, i el disseny de la cova d'Horrocrux. Pel fet que les novel·les s'estaven publicant alhora que les pel·lícules es produïen, Craig va haver de reconstruir alguns platós per a futures pel·lícules i alterar el disseny de Hogwarts.
Ell digué, "al principi, cada cop que es veia l'exterior de Hogwarts, era una miniatura física," la qual va ser feta per treballadors i que va ocupar moltes etapes de so."Vam acabar amb un perfil de com era Hogwarts, un horitzó que jo no havia creat, i que no era sempre satisfactori, i a mesura que noves novel·les eren escrites i noves pel·lícules eren filmades, hi havien nous requisits [de construcció]. La Torre d'Astronomia no existia originalment, així hi vam poder afegir aquesta peça substancial. En l'últim film, vam necessitar una pista per a la batalla de Hogwarts, el gran pati exterior doblava la grandària, i si es mira la primera pel·lícula, no hi era. Ens vam pendre molta llibertat per a la continuació de Hogwarts." En l'última pel·lícula, Craig va utilitzar un disseny digital en lloc d'una miniatura per "abraçar les noves tecnologies".
Per al mètode de crear els platós, Craig va dir que començava fent un esborrany d'idees en una pàgina de paper en blanc. McMillan digué també que "cada pel·lícula tenia molts reptes nous," citant els canvis d'estil visual entre directors i cinematògrafs com a exemple, durant el desenvolupament de la història en les novel·les. A causa de les descripcions de J.K. Rowling de diverses disposicions de l'escena en les novel·les, Craig va mencionar la seva "responsabilitat de col·locar-ho".
Craig va comentar la seva experiència treballant a l'estudi: "Sóc el disseny de producció, però en una gran pel·lícula com és Harry Potter, puc arribar a ser responsable de 30 a 35 persones; des del supervisor artístic, i equip d'assistens i directors artístics, a dibuixants i els seus ajudants, i de fabricants de models, escultors i artístes escènics." Ell digué, "Deu anys enrere, tots els dibuixos de Harry Potter eren fets amb llapis. Portava els meus esborranys i plans a un il·lustrador arquitectònic professional, que crearia els conceptes a llapis i aquareles en un paper especial". Va dir que el procés anava canviant a mesura que passaven els anys, a causa de, el que ell anomenava, la "revolució tecnològica" de realitzar pel·lícules.
Quan la filmació de totes les produccions es va completar, alguns dels platós i escenàris de Craig van haver de ser traslladats per ser exposats al studio tour de Warnar Bros.

### Cinematografia
Sis directors de fotografia van treballar en la sèrie: John Seale en la primera pel·lícula, Roger Pratt en la segona i quarta, Michael Seresin en la tercera, Sławomir Idziak en la cinquena, Bruno Delbonnel en la sisena, i Eduardo Serra en la setena i vuitena. Delbonnel va ser considerat en retornar per fer les dues parts de les Relíquies de la Mort, però ho va refusar afirmant que estava "espantat de repetir-se" a si mateix. La cinematografia de Delbonnel en El misteri del Princep va guanyar la seva única nominació al premi de l'Oscar a la Millor Cinematografia. A mesura que la sèrie progressava, cada cinematògraf s'enfrontava al repte de filmar i il·luminar platós antics (que havien existit des de les primeres pel·lícules) de úniques i diferents formes. Chris Columbus va dir que els colors vius durant la saga disminuïen a mesura que es feia cada pel·lícula.
Michael Seresin va comentar el canvi d'estil visual de les dues primeres pel·lícules al Presoner d'Azkaban: "La il·luminació és més apagada, amb més ombres i encreuaments de llum". Seresin i Alfonso Cuarón es van allunyar de la cinematografia fortament acolorida i lluminosa de les dues primeres pel·lícules, amb una il·luminació més moderada i una paleta de colors més silenciosa que s'utilitza també per a les cinc pel·lícules successives. Després de comparar una sèrie de càmeres digitals amb una pel·lícula de 35 mm, Bruno Delbonnel va decidir rodar a la sisena pel·lícula, El Misteri del Princep, en format pel·lícula en lloc de format digital que havia esdevingut cada cop més popular. Aquesta decisió es va mantenir per a les dues parts de Les Relíquies de la Mort amb Eduardo Serra, qui va dir que preferia treballar amb aquest format perquè era "més tècnicament precís i fiable".
Pel fet que en la majoria de llocs de les Relíquies de la Mort son en diferents entorns lluny de d'Hogwarts, David Yates volia "sacsejar les coses" mitjançant tècniques fotogràfiques diferents com l'ús de càmeres de mà i lents de cambra molt àmplies. Eduardo Serra digué: "De vegades combinem elements filmats per la unitat principal, una segona unitat i la unitat d'efectes visuals. Cal saber què s'està captant: colors, contrast, etcètera - amb precisió matemàtica". Va assenyalar que amb els "platós sorprenents i la història" de Stuart Craig, els cineastes no podien "desviar-se massa de l'aspecte de les anteriors pel·lícules de Harry Potter."

### Edició
Juntament amb els canvis continus en els directors, hi ha hagut cinc editors de pel·lícula per treballar en la postproducció de la sèrie: Richard Francis-Bruce va editar el primer lliurament, Peter Honess, el segon, Steven Weisberg, el tercer, Mick Audsley el quart, i Mark Day les pel·lícules de la cinc a la vuit.

### Efectes visuals
Hi ha hagut diverses companyies d'efectes visuals treballant en la saga de Harry Potter. Algunes d'aquestes inclouen Rising Sun Pictures, Double Negative, Cinesite, Framestore i Industrial Light and Magic. Les últimes tres han treballat en totes les pel·lícules de la saga, mentre Double Negative i Rising Sun Pictures es van començar a comprometre amb El Presoner d'Azkaban i El Calze de Foc, respectivament. Framestore va contribuir en la saga amb el desenvolupament de moltes criatures memorables i seqüències. Cinesite va estar involucrat en la producción de miniatures i efectes digitals per a les pel·lícules. El productor David Barron va dir que “Harry Potter creà la indústria d'efectes a UK com es coneix avui dia. En la primera pel·lícula, tots els efectes visuals complicats es van realitzar a la costa oest dels EUA. Però en la segona, ens vam armar de valor i vam oferir molt del que normalment haguéssim ofert als venedors de California als del Regne Unit. Van sorgir tromfs.” Tim Burke, el supervisor d'efectes visuals, va dir que molts estudies “estan portant la seva feina a les empreses d'efectes britàniques. Totes les instal·lacions estan completament reservades, i aquest no era el cas abans de Harry Potter. És realment significatiu”.
Chris Columbus va decidir utilitzar animatronics (animatrònica en català), és a dir, formes robòtiques i electròniques representades en titelles per a fer-les semblar com si tinguessin vida pròpia i gràfics animats per ordinador per crear les criatures màgiques que apareixerien en les dues primeres pel·lícules. Nick Dudman va rebre la tasca de produir les pròtesis que van ser necessàries per a aquestes criatures, mentre que l'empresa Creature Shop de Jim Henson va ser l'encarregada dels efectes vinculats en aquestes.
Hi va haver diverses creacions digitals importants i destacables que cal esmentar, ja que van representar un repte per a cada un dels especialistes que van supervisar els seus dissenys; per concebre l'aranya gegant Aragog, cadascuna de les seves potes va requerir ser manipulada per un membre diferent de l'equip, i tot l'artefacte va ser activat amb una combinació de martells pneumàtics i una sèrie d'ordinadors amb monitors de vídeo; un altre cas es presenta amb l'hipogrif Buckbeak. Les escenes en què apareixia van haver de ser planificades acuradament en storyboards, ja que el cost de producció era molt alt; les expressions i moviments del gegant Grawp es van realitzar sobre la base de captures de l'actor Tony Maudsley, un tècnica similar a la utilitzada per donar vida a Gòl·lum en la sèrie El senyor dels anells; l'escena de l'atac dels Inferi en la sisena entrega va resultar ser més complicada del que l'equip d'efectes especials havia calculat, raó per la qual van necessitar diversos mesos per aconseguir el disseny d'individus morts que no s'assemblessin a zombis, per tal de complir les ordres del director David Yates; les qüestions tècniques del drac a El calze de foc es constitueixen per una criatura de 12 metres d'altura equipada amb un llançaflames operatiu, mateix que va influir en el drac manifestat en Les Relíquies de la Mort - Part 2, el qual va ser l'últim disseny generat íntegrament per ordinador a la sèrie de pel·lícules.
Malgrat que Industrial Light & Magic va participar en el desenvolupament de totes les films involucrant-se en nombrosos processos, altres companyies van contribuir significtivament; un exemple és Framestore, que es va dedicar a crear diverses criatures per ordinador i altres seqüències animades, Cinesite va contribuir a produir alguns efectes digitals mínims, Double Negative (VFX) es va encarregar de les batalles a la Sala de les Profecies a la cinquena pel·lícula i la batalla de Hogwarts en l'última producció, sent supervisada per Tim Burke, qui a més va ser el director d'efectes visuals en la majoria dels films. Rising Sun Pictures va modificar els moviments de molts dels personatges, així com la creació i alteració dels dementors. Segons Tim Burke i les altres empreses, el seu treball, que els portar dues nominacions als premis Oscar per El presoner d'Azkaban i per les Relíquies de la Mort - Part 1, va resultar més difícil en les ocasions en què s'intercanviava de director, ja que aquests tenien diferents visions de certs aspectes en què els anteriors no hi concordaven. David Yates, per exemple, va canviar el disseny dels dementors i els encanteris Patronus que Alfonso Cuarón va dissenyar en un bon inici.

### Filmació final
Vegeu també: Harry Potter i Les Relíquies de la Mort
El 12 de juny de 2010, es va completar la filmació de Les Relíquies de la Mort Part 1 – Part 2 amb l'actor Warwick Davis afirmant al seu compte de Twitter, “El final d'una era – avui és oficialment l'últim dia de fotografia en ‘Harry Potter’ per sempre. Em sento honorat de ser aquí cridat com a director per última vegada. Adéu si au Harry i Hogwarts, ha estat màgic!” No obstant, la gravació de les escenes de l'epíleg van ser confirmades per començar l'hivern del 2010. La filmació va ser completada el 21 de desembre de 2010, marcant el tancament oficial de gravació de la franquícia de Harry Potter. Exactament quatre anys abans aquell dia, la pàgina web de l'autora J.K. Rowling revelava el títol de l'última novela de la saga: Harry Potter i les Relíquies de la Mort.

### Videojocs
L'empresa Electronic Arts ha tret al mercat, fins ara, set videojocs referents als llibres i a les vuit pel·lícules rodades fins ara (La pedra filosofal, La cambra secreta, El pres d'Azkaban, El Calze de Foc, l'Orde del Fènix, El misteri del príncep, Les relíquies de la mort part 1 i Les relíquies de la mort part 2). EA també va desenvolupar un videojoc de simulació de Quidditch: Harry Potter: Copa del món de Quidditch, posat a la venda l'any 2003.

## Parc Temàtic
Després de l'èxit de les pel·lícules i els llibres, a la tardor de 2009 Universal va anunciar que crearia "Harry Potter i el viatge prohibit", que serà un passeig d'alta tecnologia en el "Wizarding World of Harry Potter". El "Món Màgic de Harry Potter" és una àrea de parc temàtic que va obrir el juny 18, 2010 a Universal Orlando Resort, a Florida.
L'entrada és a través d'una versió recreada de l'estació de Hogsmeade, que condueix a un castell de Hogwarts idèntic al de les pel·lícules. En les atraccions s'hi pot trobar "Challange Dragon", inspirada en la primera prova del torneig dels tres bruixots a la quarta pel·lícula. També s'hi pot trobar una muntanya russa familiar anomenada "El vol de l'hipogrif '. Cada botiga i restaurant és sobre el tema. Honeydukes (Ducsdemel, en la versió en català) ven granotes de xocolata i "Caramels de tots els gustos Bertie Bott"; la botiga d'Ollivander ven varetes; la botiga de bromes Zonko ven Dolentoscopis; i Les Tres Escombres ofereix batut de bescuit.

## Traduccions
La saga de llibres ha estat traduïda a seixanta-cinc idiomes, fet que situa Rowling entre els autors més traduïts de la història.
La primera traducció que se'n va fer va ser a l'anglès nord-americà, perquè hi ha moltes paraules i conceptes utilitzats pels personatges en les novel·les que són pròpies de l'anglès britànic i podien portar a interpretacions errònies pels lectors nord-americans. Subseqüentment, els llibres van ser traduïts a idiomes tan diversos com l'ucraïnès, l'hindi, el bengalí, el gal·lès, l'afrikaans i el vietnamita. El primer volum, La pedra filosofal, va ser traduït al llatí i fins i tot al grec antic cosa que el converteix en el text més extens publicat en aquests idiomes des de les novel·les d'Heliodor d'Èmesa, al segle iii.
La gran demanda d'una traducció local decent fa que es prengui amb molta cura la tasca de traducció i interpretació. En alguns països com ara Itàlia es va publicar una segona edició actualitzada, tenint en compte els suggeriments dels lectors. En altres països com la Xina o Portugal
la traducció està feta per un grup d'intèrprets per a reduir el temps entre la publicació en anglès i en l'idioma local. L'edició turca des del segon fins al setè llibre va ser feta per Sevin Okyay, que és un popular crític literari i comentarista cultural. Amb la finalitat de mantenir l'argument en secret, les traduccions autoritzades tan sols podien començar després que els llibres en anglès fossin publicats. Per tant, la publicació de totes les traduccions van portar un retard en relació als originals. Aquest fet va comportar que moltes còpies de les edicions en anglès es venguessin a lectors impacients de països de parla no anglesa. L'expectació per llegir el cinquè llibre de la saga va ser tan gran que es va convertir en el primer llibre en llengua anglesa en arribar a la primera posició en la llista francesa de supervendes.